# 建築設備士
建築設備士（けんちくせつびし）とは、建築士の求めに対し建築設備の設計、工事監理に関する適切なアドバイスを行える建築士法に基づく国家資格である。
建築設備士の取得者は一級建築士試験、二級建築士試験、木造建築士試験の各受験資格が与えられる。さらに二級建築士、木造建築士については試験合格後、実務経験なして登録（免許取得）も可能となる（一級建築士試験合格後の登録（免許取得）には4年の実務経験が必要）。

## 概要
建築設備（空調・換気、給排水衛生、電気等）の高度化・複雑化などにより、建築設備に係る設計・工事監理を建築士が行うにあたり、建築士から求められた場合に適切なアドバイスが出来る資格である。
本資格取得者による一級建築士試験の受験資格については、国土交通省の建築士制度小委員会にて検討され、平成20年の一級建築士試験から、二級建築士と同様に建築設備士取得後4年の実務経験により受験資格が与えられることになった。その後、建築士人材の確保を目的とした、建築士法の一部を改正する法律（平成30年法律第93号、令和2年3月1日施行）により、令和2年の一級建築士試験からは実務経験無しで一級建築士試験の受験資格が与えられることとなった。ただし、試験合格後の登録（免許取得）には、建築設備士取得後4年間の実務経験が必要となる。
建築設備士として5年以上の実務経験に加えて一級建築士を取得した者は、「設備設計一級建築士」の講習・修了考査を受ける事が可能となる他、講習・修了考査における「建築設備に関する科目・設計製図」が免除される。
その他、建築基準法に基づく建築設備検査員となるための登録建築設備検査員講習の受講資格が付与される、建設業法に基づく電気工事・管工事の一般建設業における営業所の専任技術者・工事現場の主任技術者に1年の実務経験でなることができる、建築物のエネルギー消費性能の向上に関する法律（建築物省エネ法）に基づく適合性判定員となるための登録適合性判定員講習の受講資格が付与される、マンション維持修繕技術者試験の受験資格が得られる。国土交通省の測量・建設コンサルタント等業務競争参加資格審査において一級建築士と同等の資格として扱われる（5点）等のメリットがある。

## 業務
建築設備全般に関する知識及び技能を有し、建築士に対し、高度化・複雑化した建築設備の設計・工事監理に関する適切なアドバイスを行い、当該建築士が有効として設計等に反映した場合、建築基準法に基づく建築確認申請書・完了検査申請書に建築設備士の名前を記載し、設計図書・工事監理報告書において、建築設備士の意見を聞いたことを明らかにすることとなっている。
建築士は建築士法第4条から第6条の規定により、試験に合格しても、免許（国土交通省又は都道府県が備える建築士名簿への登録）を受けないと建築士としての業務を行うことができないが、建築設備士にはこのような規定はないため、建築設備士の資格を有することを証明するものとして国土交通大臣が指定する登録（建築設備士登録）を受けなくとも、平成13年国土交通省告示第420号各号の欠格事由に該当する場合を除き、試験の合格をもって建築設備士の業務を行うことができる。建築設備士登録は、建築士法施行規則第17条の35により、国土交通大臣指定登録機関である一般社団法人建築設備技術者協会が行っている。
平成26年6月の建築士法改正で、それまで建築士法施行規則で規定されていた「建築設備士」の名称が建築士法で規定されるとともに、延べ面積2000平方メートルを超える建築物の建築設備に係る設計（設備設計一級建築士の設計による場合を除く）又は工事監理を行う場合に、建築士は建築設備士の意見を聞くよう努めなければならない努力義務規定が定められた（平成27年6月施行、建築士法第18条第4項）。

## 受験資格
- 学歴（大学、高等学校、専修学校等の正規の建築、機械又は電気に関する課程を修めて卒業後、学歴ごとに定められた実務経験も必要）
  - 四年制大学の建築・機械・電気卒業の場合 ： 実務経験2年以上
  - 短期大学、高等専門学校、旧専門学校の建築・機械・電気卒業の場合 ： 実務経験4年以上
  - 高等学校、旧中学校の建築・機械・電気卒業の場合 ： 実務経験6年以上
  - その他　学校・専攻により ： 実務経験2～6年以上

- 資格（資格取得の前後を問わず2年以上の実務経験も必要）
  - 一級建築士
  - 1級電気工事施工管理技士
  - 1級管工事施工管理技士
  - 電気主任技術者（第一種、第二種又は第三種）
  - 空気調和・衛生工学会設備士

- 実務経験のみ9年以上

上記の受験資格は平成15年試験以降の受験資格であり、昭和61年試験から平成14年試験までの受験資格は以下の通り。
- 「学歴＋実務経験」又は「実務経験のみ」による場合：上記の実務経験＋6年の実務経験
- 一級建築士・1級管工事施工管理技士・空気調和衛生工学会設備士の資格取得後実務経験3年以上
- 1級電気工事施工管理技士の資格取得後実務経験3年以上（平成6年試験から平成14年試験まで）
- 電気主任技術者（第一種又は第二種）の資格取得後実務経験6年以上

昭和61年試験から平成12年試験までの受験資格は昭和60年建設省告示第1526号に規定されていた。平成13年試験以降は建築技術教育普及センターの事務運営規定に規定されている。

## 試験
試験は、｢第一次試験｣(学科)、｢第二次試験｣(設計製図)の順に行う。例年、一次試験は6月第3日曜日、二次試験が8月第3日曜日となっており、札幌市、仙台市、東京都、名古屋市、大阪府、広島市、福岡市、沖縄県で試験が行われる（沖縄県は一次試験のみ）。

### 試験科目
一次試験（学科）
1. 建築一般知識 27問（合格基準点 13問以上）
2. 建築法規 18問（合格基準点 9問以上）
3. 建築設備 60問（合格基準点 30問以上）
4. 合計 105問（合格基準点 70問以上）

全て四肢択一問題で、試験時間は建築一般知識・建築法規が2時間30分、建築設備が3時間30分の計6時間。
各課目及び合計点が全て合格基準点以上で合格となる。ただし、試験問題の難易度を勘案して補正を行う場合がある。
二次試験（設計製図）
1. 建築設備基本計画 11問（記述）
2. 建築設備基本設計製図（空調・換気設備、給排水衛生設備、電気設備より1部門選択）

試験時間は5時間30分。上位から評価A、評価B、評価C、評価Dの4段階区分とし、評価Aが合格となる。
一次試験（学科）の合格者は、次の年から続く4回のうち任意の2回(同年に行われる｢第二次試験｣ を欠席した場合は3回)について、｢第一次試験｣を免除となる。

### 二次試験（設計製図）の課題
| 試験年             | 課題 |
| ------------------ | --- |
| 1986年（昭和61年） | 事務所ビル |
| 1987年（昭和62年） | 地方都市（県庁所在地）に建つシティホテル |
| 1988年（昭和63年） | アスレチック施設を持つ都市型研修所 |
| 1989年（平成元年） | コミュニティセンター（体育館、屋内プール、集会室、レストランなどがある）                                                                                             |
| 1990年（平成2年）  | アトリウムのある複合商業施設 |
| 1991年（平成3年）  | 地方都市に建つ市庁舎 |
| 1992年（平成4年）  | 店舗のあるオフィスビル |
| 1993年（平成5年）  | パッケージ型コージェネレーションシステムを採用した市民スポーツセンター                                                                                               |
| 1994年（平成6年）  | 自然エネルギーを利用した多目的ホール（500席）をもつ地域図書館 ―太陽熱冷暖房・給湯、太陽光発電及び雨水利用設備を有する施設―                                           |
| 1995年（平成7年）  | 省エネルギーに配慮したシーサイドホテル |
| 1996年（平成8年）  | 市庁舎 ―防災対策の指令センターとしての機能を有する。― |
| 1997年（平成9年）  | 地方中核都市に建つ市立美術館 |
| 1998年（平成10年） | 環境に配慮した文化センター ―ホールを有し蓄熱槽を設ける施設― |
| 1999年（平成11年） | 屋内プールなどの施設をもつ高齢者福祉センター |
| 2000年（平成12年） | 市民情報センター ―「行政電算センター」と「情報化に配慮した文化センター」との複合施設―                                                                                |
| 2001年（平成13年） | 企業の本社事務所ビル |
| 2002年（平成14年） | 宿泊施設をもつ研修センター |
| 2003年（平成15年） | コミュニティ施設を併設した町役場 |
| 2004年（平成16年） | 地域住民の利用を配慮した集会場をもつ高齢者施設 （高齢者施設については、機能訓練等の医療サービス、日常生活サービス、 ショートステイ、デイ・ケア等を行う施設である。） |
| 2005年（平成17年） | 屋内プール、アスレチックジム等の運動施設を併設した商業施設 |
| 2006年（平成18年） | 各種学校とフードコートからなる複合施設 |
| 2007年（平成19年） | 地方都市に建つ温浴施設をもつホテル |
| 2008年（平成20年） | 市民ホールを併設した市庁舎 |
| 2009年（平成21年） | 地方都市に建つ市立図書館 |
| 2010年（平成22年） | 屋内プールのあるコミュニティセンター |
| 2011年（平成23年） | 映画館と温浴施設のある複合商業施設 |
| 2012年（平成24年） | ショールームのある事務所ビル |
| 2013年（平成25年） | シティホテル |
| 2014年（平成26年） | 温浴施設のある市民センター |
| 2015年（平成27年） | 図書館と屋内プールのある複合施設 |
| 2016年（平成28年） | 店舗を併設した本社事務所ビル |
| 2017年（平成29年） | 湖畔に建つホテル |
| 2018年（平成30年） | 小都市に建つ市庁舎 |
| 2019年（令和元年） | スポーツクラブのある複合商業施設 |
| 2020年（令和2年）  | シェアオフィスのある事務所ビル |
| 2021年（令和3年）  | 市街地に建つホテル |
| 2022年（令和4年）  | 市民センター（ZEBを目指した建築物） |
| 2023年（令和5年）  | 市街地に建つ図書館 |
| 2024年（令和6年）  | 温浴施設のある複合商業施設 |

### 試験合格者数
| 試験年             | 最終 受験者数 | 一次試験 合格率 | 二次試験 合格率※1 | 三次試験 合格率※2 | 総合 合格率 | 最終 合格者数 | 累計 合格者数 |
| ------------------ | ------------- | --------------- | ----------------- | ----------------- | ----------- | ------------- | ------------- |
| 1986年（昭和61年） | 9,112人       | 29.8%           | 49.3%             | 95.7%             | 13.8%       | 1,261人       | 1,261人       |
| 1987年（昭和62年） | 4,513人       | 27.2%           | 49.5%             | 97.8%             | 22.0%       | 992人         | 2,253人       |
| 1988年（昭和63年） | 2,702人       | 29.3%           | 50.1%             | 96.8%             | 19.1%       | 515人         | 2,768人       |
| 1989年（平成元年） | 2,608人       | 29.0%           | 50.4%             | 96.9%             | 17.9%       | 467人         | 3,235人       |
| 1990年（平成2年）  | 2,379人       | 29.3%           | 49.9%             | 96.0%             | 18.3%       | 435人         | 3,670人       |
| 1991年（平成3年）  | 2,245人       | 29.8%           | 49.3%             | 98.0%             | 18.7%       | 420人         | 4,090人       |
| 1992年（平成4年）  | 2,132人       | 30.1%           | 50.3%             | 100%              | 18.9%       | 404人         | 4,494人       |
| 1993年（平成5年）  | 2,171人       | 29.5%           | 50.8%             | -                 | 18.1%       | 394人         | 4,888人       |
| 1994年（平成6年）  | 2,389人       | 31.0%           | 50.8%             | -                 | 18.8%       | 449人         | 5,337人       |
| 1995年（平成7年）  | 2,427人       | 31.3%           | 52.4%             | -                 | 19.9%       | 484人         | 5,821人       |
| 1996年（平成8年）  | 2,343人       | 30.1%           | 51.1%             | -                 | 19.2%       | 449人         | 6,270人       |
| 1997年（平成9年）  | 2,447人       | 31.4%           | 51.7%             | -                 | 19.5%       | 478人         | 6,748人       |
| 1998年（平成10年） | 2,474人       | 31.1%           | 51.4%             | -                 | 20.1%       | 497人         | 7,245人       |
| 1999年（平成11年） | 2,344人       | 31.5%           | 52.1%             | -                 | 20.7%       | 486人         | 7,731人       |
| 2000年（平成12年） | 2,323人       | 32.5%           | 52.5%             | -                 | 20.9%       | 486人         | 8,217人       |
| 2001年（平成13年） | 2,213人       | 38.0%           | 50.5%             | -                 | 23.0%       | 509人         | 8,726人       |
| 2002年（平成14年） | 2,226人       | 27.5%           | 49.5%             | -                 | 18.9%       | 421人         | 9,147人       |
| 2003年（平成15年） | 2,870人       | 29.9%           | 55.3%             | -                 | 19.2%       | 551人         | 9,698人       |
| 2004年（平成16年） | 2,850人       | 29.8%           | 59.7%             | -                 | 21.9%       | 625人         | 10,323人      |
| 2005年（平成17年） | 2,685人       | 25.3%           | 55.9%             | -                 | 18.1%       | 485人         | 10,808人      |
| 2006年（平成18年） | 2,696人       | 23.2%           | 57.1%             | -                 | 16.7%       | 450人         | 11,258人      |
| 2007年（平成19年） | 2,345人       | 17.2%           | 61.8%             | -                 | 15.0%       | 351人         | 11,609人      |
| 2008年（平成20年） | 2,586人       | 36.7%           | 59.2%             | -                 | 23.0%       | 596人         | 12,205人      |
| 2009年（平成21年） | 3,009人       | 25.9%           | 61.6%             | -                 | 21.1%       | 634人         | 12,839人      |
| 2010年（平成22年） | 2,945人       | 35.4%           | 50.8%             | -                 | 20.0%       | 588人         | 13,427人      |
| 2011年（平成23年） | 2,791人       | 23.0%           | 49.2%             | -                 | 16.7%       | 467人         | 13,894人      |
| 2012年（平成24年） | 2,543人       | 30.3%           | 51.1%             | -                 | 18.4%       | 469人         | 14,363人      |
| 2013年（平成25年） | 2,595人       | 23.6%           | 52.5%             | -                 | 16.6%       | 432人         | 14,795人      |
| 2014年（平成26年） | 2,596人       | 27.5%           | 52.7%             | -                 | 17.3%       | 449人         | 15,244人      |
| 2015年（平成27年） | 2,862人       | 32.1%           | 52.2%             | -                 | 19.4%       | 554人         | 15,798人      |
| 2016年（平成28年） | 3,046人       | 27.5%           | 56.1%             | -                 | 19.7%       | 601人         | 16,399人      |
| 2017年（平成29年） | 3,205人       | 28.9%           | 52.2%             | -                 | 18.1%       | 580人         | 16,979人      |
| 2018年（平成30年） | 3,335人       | 31.2%           | 52.0%             | -                 | 19.4%       | 646人         | 17,625人      |
| 2019年（令和元年） | 3,198人       | 26.8%           | 54.3%             | -                 | 19.1%       | 610人         | 18,235人      |
| 2020年（令和2年）  | 2,811人       | 25.7%           | 41.4%             | -                 | 13.5%       | 379人         | 18,614人      |
| 2021年（令和3年）  | 3,217人       | 32.8%           | 52.3%             | -                 | 18.8%       | 606人         | 19,220人      |
| 2022年（令和4年）  | 3,183人       | 31.4%           | 46.4%             | -                 | 16.2%       | 516人         | 19,736人      |
| 2023年（令和5年）  | 3,302人       | 30.0%           | 48.7%             | -                 | 19.1%       | 632人         | 20,368人      |
| 2024年（令和6年）  | 3,403人       | 33.3%           | 53.4%             | -                 | 21.5%       | 732人         | 21,100人      |

※1 平成3年～平成14年は設計製図及び論文による二次試験が行われた（平成3年～平成9年は設計製図5時間半＋論文2時間。平成10年～平成14年は設計製図＋論文の計6時間半。平成2年一次試験合格者のための経過措置の平成3年二次試験は設計製図のみ）。
※2 昭和61年～平成4年は口述による三次試験が行われた（15分程度。平成3、4年は平成2年一次試験合格者のための経過措置）。

### 特例講習修了者数
| 講習年             | 受講者数 | 修了率 | 修了者数 | 累計修了者数 |
| ------------------ | -------- | ------ | -------- | ------------ |
| 1986年（昭和61年） | 10,586人 | 98.7%  | 10,448人 | 10,448人     |
| 1987年（昭和62年） | 5,741人  | 98.7%  | 5,665人  | 16,113人     |
| 1988年（昭和63年） | 8,417人  | 98.7%  | 8,307人  | 24,420人     |

資格創設直後（昭和61年～63年）の特例措置による実務経験＋講習及び修了考査による取得者計24,420人。昭和61年の修了者数が10449人となっている資料あり。受講資格は昭和60年建設省告示第1526号附則第2項及び告示第1529号より、1.大学・高等専門学校等（正規の建築・機械・電気の課程）卒業後の実務経験20年以上、2.実務経験25年以上、3.技術士（電気部門又は衛生工学部門）の資格取得後実務経験8年以上、4.一級建築士・1級管工事施工管理技士・空気調和衛生工学会設備士の資格取得後実務経験12年以上、5.第一種又は第二種電気主任技術者の資格取得後実務経験15年以上のいずれか（全て指導監督的な実務経験3年以上を含む）となっていた。

## 資格者数・登録者数
資格者数（試験合格者数＋特例講習修了者数。令和元年11月7日時点）: 42,655人
登録者数（建築士法施行規則第17条の35による。平成30年3月31日時点）: 36,935人
建築設備士のうち多数を占めるのは資格創設直後に特例講習で資格を取得した者であり、これらの者の多くは平成29年時点で70歳を超えているため、60歳以下の建築設備士の人数は1万人前後となっている。